# Єрмольєва Зінаїда Віссаріонівна
Зінаїда Віссаріонівна Єрмольєва (рос. Зинаида Виссарионовна Ермольева; 15 [27] жовтня або 12 [24] жовтня 1898 — 2 грудня 1974) — радянський мікробіолог і епідеміолог, дійсний член Академії медичних наук СРСР, творець антибіотиків в СРСР. Лауреат Сталінської премії першого ступеня.

## Біографія
Відповідно до виписки з метричної книги, народилася 2 (14) жовтня 1897 года. За сучасними джерелами дата її народження 12 (24) або 15 (27) [джерело не вказано 15 днів] жовтня 1898 року. Місце народження - хутір Фролово (нині місто Фролово, Волгоградської області). Батьком Зінаїди був заможний військовий козачий старшина, підосавул Віссаріон Васильович Ермольев. Його дружина Олександра Гаврилівна, згодом жила з дочкою до своєї смерті у віці 92 років. Мати привезла їх з сестрою Оленою (старше Зінаїди на три роки) в Новочеркаськ навчатися у гімназії.
У 1915 році Зінаїда закінчила із золотою медаллю Маріїнську жіночу гімназію в Новочеркаську і поступила на медичний факультет Донського університету. З другого курсу займалася мікробіологією, слухала лекції професорів В. А. Барикіна і П. Ф. Здродовского. Під керівництвом Барикіна, багато займався вивченням холерних і холероподібних вібріонів, почала дослідження біохімії мікробів, він же в більш пізні роки наполіг на її переїзд до Москви. Закінчила університет в 1921 році.
Займалася вивченням холери. Відкрила світиться холероподібний вібріон, що носить її ім'я.
З 1925 року очолювала відділ біохімії мікробів в біохімічних інституті Наркомату охорони здоров'я РРФСР в Москві. У 1934 році відділ увійшов до складу ВІЕМ. У 1942 році вперше в СРСР отримала пеніцилін (крустозін ВІЕМ), згодом брала активну участь в організації його промислового виробництва в СРСР. Це врятувало тисячі життів радянських солдатів під час Другої світової війни.
У 1942 році, коли Сталінград став прифронтовим пунктом для евакуйованих, була спрямована в місто для запобігання захворювання населення на холеру, де було налагоджено виробництво холерного бактеріофага, який щодня отримували 50 000 чоловік. Півроку провела З. В. Єрмольєва в обложеному Сталінграді.
У 1945-1947 роках - директор Інституту біологічної профілактики інфекцій. У 1947 році на базі цього інституту був створений Всесоюзний науково-дослідний інститут пеніциліну (пізніше - Всесоюзний науково-дослідний інститут антибіотиків), в якому вона завідувала відділом експериментальної терапії. Одночасно з 1952 року і до кінця життя очолювала кафедру мікробіології і лабораторію нових антибіотиків ЦІУВ (нині Російська медична академія післядипломної освіти).
Автор понад 500 наукових робіт і 6 монографій. Під її керівництвом підготовлено і захищено близько 180 дисертацій, в тому числі 34 докторські.
Померла 2 грудня 1974 року. Похована в Москві на Кузьмінському кладовищі (ділянка № 29).

## Сім'я
- Перший чоловік - відомий вірусолог Лев Зільбер. У 1937 році він був заарештований за безпідставним звинуваченням. Хоча до цього часу вони були вже розлучені, Зінаїда Єрмольєва доклала багато зусиль до його звільнення.[3]
- Другий чоловік - мікробіолог Олексій Олександрович Захаров. Заарештовано 20 лютого 1938 року розстріляний і похований на «Комунарка» (Моск. Обл.) 3. жовтня 1938. Близьким повідомили, що він помер у тюремній лікарні в 1940 році.[3]

## Вшанування пам'яті

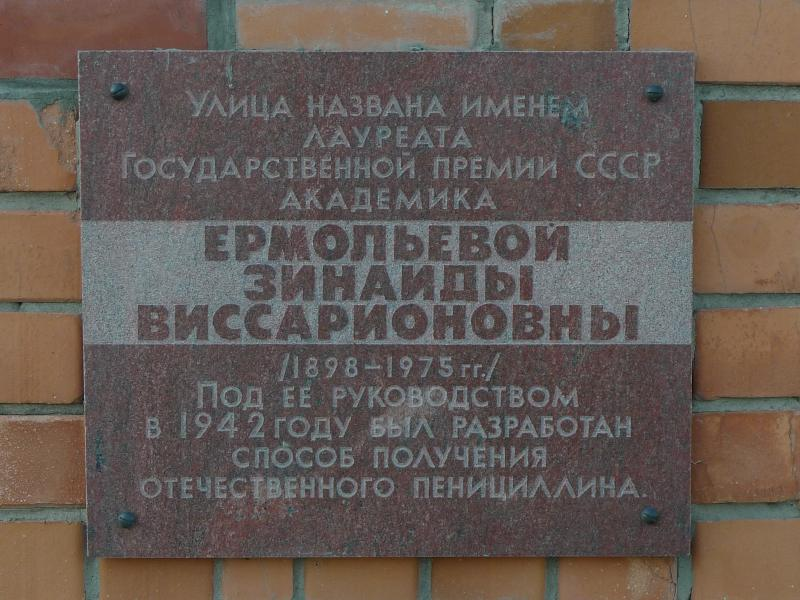
Меморіальна дошка на вулиці Єрмольєвої у м. Фролово

- Зінаїда Єрмольєва - прототип головної героїні роману Веніаміна Каверіна «Відкрита книга» Тетяни Власенкової.
- Зінаїда Єрмольєва - прототип головної героїні п'єси Олександра Липовського «На порозі таємниці».
- Образ Єрмольєвої/«Власенкової» відображений в телевізійних фільмах «Відкрита книга» (1973, у головній ролі - Людмила Чурсіна), «Відкрита книга» (1977, у головній ролі - Ія Саввіна, Наталя Дикарьова), а також в телесеріалі «Чорні кішки»(2013, в ролі Зінаїди - Анна Дьяченко).
- Ім'я Єрмольєвої носить вулиця в місті Фролово Волгоградської області.

## Нагороди
- Сталінська премія 1-го ступеня (1943) - за розробку нового методу швидкої діагностики і фагопрофілактика інфекційної хвороби. Премія передана до Фонду оборони країни для будівництва літака. На ці гроші було побудовано винищувач з написом на борту «Зінаїда Єрмольєва».
- Заслужений діяч науки РРФСР
- 2 ордена Леніна
- Орден Трудового Червоного Прапора
- Орден «Знак Пошани»
- Медалі СРСР
  - Медаль «За доблесну працю у Великій Вітчизняній війні 1941—1945 рр.»